# 平野清
平野 清（ひらの きよし、1929年7月31日 - 2002年5月18日）は、日本の政治家。元参院議員(1期)。元サラリーマン新党代表。
東京・板橋出身。神奈川大学法経学部卒。1953年に読売新聞社入社。整理部次長を経て、1986年に第14回参議院議員通常選挙で参議院議員に当選。1989年サラリーマン新党代表に就任。翌年自由民主党に移籍。1991年、環境政務次官就任。1992年の第16回参議院議員通常選挙で移籍がひびいて落選、政界引退。
1999年、勲三等旭日中綬章を受章。2002年5月18日、胆のうがんのため死去。正五位叙勲。

## 著書
- 『鳩ヶ谷歴史往来』　文芸社、2003